# Fritz Döllgast
Friedrich Döllgast (* 6. Januar 1889 in Walzlings; † 15. Mai 1962 in Göggingen) war ein deutscher Maler, Grafiker und Zeichenlehrer.

## Leben
Der Sohn des Volksschullehrers Leonhard Döllgast und älterer Bruder des Architekten Hans Döllgast besuchte zunächst das humanistische Gymnasium in Neuburg an der Donau, an dem er das Abitur ablegte. 1908 bis 1910 studierte er an der Kunstgewerbeschule Nürnberg und 1910 bis 1912 an der Technischen Hochschule München, wo er am 10. Juni 1912 die Lehramtsprüfung für Zeichnen und Modellieren bestand. Im Schuljahr 1912/13 unterrichtete er an der Luitpold-Kreisoberrealschule in München, im Frühjahr 1914 aushilfsweise an der Kreisoberrealschule in Passau. Zum Schuljahr 1914/15 wurde er für den zum Heeresdienst eingezogenen Hans Brand als Aushilfsassistent und geprüfter Lehramtskandidat für Zeichnen und Modellieren an das Maximiliansgymnasium München versetzt. Ab September 1915 bis Kriegsende diente er beim 1. bayerischen Armeekorps.
Ab 1919 unterrichtete Döllgast an der Gewerblichen Fachschule Augsburg, ab 1923 als städtischer Beamter; ab 1925 leitete er die Graphikklasse, ab 1932 die fachschulinterne Kunstschule bis zur kriegsbedingten Schließung 1944. Eine schwere Erkrankung führte letztlich 1947 zu seiner vorzeitigen Pensionierung. Zu seinen Schülern gehörten Hanns Weidner (1906–1981), Eugen Nerdinger (1910–1991), Hans Härtel (1912–1990), Luis Weidlich (1916–2010), Walter Prokop (1929–2024), Lutz Simon (* 1929) und Georg Bernhard (* 1929). 1938 bis 1940 war Marianne Weil (* 1922; 1943 nach Auschwitz deportiert) Schülerin der Grafikklasse bei Döllgast.
Parallel zu seinen Lehrtätigkeiten war Fritz Döllgast auch immer freiberuflich künstlerisch tätig und schuf Gemälde, Zeichnungen, Grafiken und Illustrationen. Er war Vorstandsmitglied des Augsburger Kunstvereins und der Künstlervereinigung Augsburg Die Ecke, deren Ehrenmitglied er 1959 wurde.
Seine Ehefrau war seit 1927 die Kunstgewerblerin und Lehrerin für Textilgestaltung an der Gewerblichen Fachschule Augsburg, Josy Eck (Josephine Döllgast-Eck, 1892–1984). Sie übergab 1962 Döllgasts künstlerischen Nachlass der Stadt Augsburg. Anlässlich des 80. Geburtstags Döllgasts fand 1969 im Holbeinhaus in Augsburg eine Gedächtnisausstellung mit Werken des Künstlers statt. 2005 beschloss der Augsburger Stadtrat die Benennung einer Straße in Augsburg-Göggingen in „Döllgast-Straße“.

## Werke (Auswahl)
- Herbstliche Baumgruppe, 1915; Öl/Karton (Kunsthandel)
- Paris – Tuilerien-Garten mit Blick auf die Place de la Concorde, Aquarell 1920 (Kunsthandel)
- Bachlauf auf Allgäuer Almwiese, Aquarell 1922 (Kunsthandel)
- Der Ziegelstadel bei Augsburg, Aquarell, um 1935

Grafiken und Illustrationen:
- „Ex Libris Bernhard Döllgast“, 1913
- Messbüchlein zum gemeinsamen Beten für Schulkinder. Mit den Gebeten, welche nach der hl. Messe zu verschiedenen Zeiten vorgebetet werden. Hrsg. von einem Priester der Diözese Augsburg. Die Bilder zeichnete Fritz Döllgast. Literarisches Institut Max Huttler. Augsburg, 1915.
- Anton Hesselbach: Drum prüfe, wer sich ewig bindet!: Ein Verlobungs- und Ehebüchlein. Mit 6 Bildern von E. R. Keppler, Fritz Döllgast und Josef Hengge. München, Selbstverlag (1919).
- Rudolf Rößler (Hrsg.): Deutsche Romantik. Ein Heft gedrängter Überschau. Umschlagillustration von Fritz Döllgast. Augsburg, Verlag Dr. Benno Filser, (1923).
- Paris, Serie von 4 Grafiken: Offizieller Katalog der Münchner Kunstausstellung 1930 im Glaspalast, Nr. 546-49 (MKG).
- Verkehrsverein Augsburg e.V. [Hrsg.]: 25. Deutscher Luftfahrertag in Augsburg 3. Juli – 5. Juli 1931. Festschrift. Umschlagentwurf von Fritz Döllgast. Augsburg 1931.